# وائل زعيتر
وائل عادل زعيتر (1934 - 1972). دبلوماسي وأديب عربي فلسطيني عمل ممثلاً لمنظمة التحرير الفلسطينية في روما.

## نشأته وأسرته
ولد وائل في نابلس في أسرة علم وأدب. والده عادل زعيتر شيخ المترجمين العرب وشقيقته نائلة محاضرة في جامعة النجاح الوطنية وتحمل شهادة الدكتوراة في الأدب العربي. عمه أكرم زعيتر أديب وسياسي.
كان زعيتر يحمل على كتفيه هموم القضية الفلسطينية، ويشرح مأساة شعبه وتاريخه وثقافته للإيطاليين وللأوروبيين، خاصة أصدقائه من كبار الفنانين والأدباء والمفكرين مثل الروائي المبدع ألبرتو مورافيا والكاتب المسرحي الفرنسي جان جينيه والمؤرخ مكسيم رودنسون والموسيقي برونو كاليي، حالياً رئيس أقدم أكاديمية للموسيقى في العالم وهي سانتا تشيشيليا.
أسس وائل مع أصدقائه من قوى إيطالية مختلفة لجنة للتضامن مع القضية الفلسطينية، وربطته علاقات وثيقة مع الحزبين الإيطاليين الاشتراكي والشيوعي.
في العام 2011 كشف الصحفي الفلسطيني عدنان حطاب عن وجود أكثر من 15 رسالة وبطاقة بريدية بخط يد الشهيد إلى صديقه وملهمه الذي يكبره سنا وهو امين الرياحي وتعكس الرسائل ما تحلى به الشهيد من طيبة وكرم وتواضع واخلاص لصديقه وحبه لوطنه ورغبته العارمة في الاطلاع على الثقافة والفلسفة الغربية وحبه للموسيقى والشعر والأدب وتاريخ هذه الرسائل في الفترة ما بين 1957- وحتى اغتياله في روما عام 1972 وتغطي فترة وجود الشهيد وعمله في دولة الكويت بوزارة الاشغال ثم انتقاله لعمان وبيروت ثم روما ومن المنتظر ان يتم نشر هذه الرسائل في كتاب نظرا لقيمتها الأدبية والتاريخية

## اغتياله
اغتيل عند الساعة العاشرة من صباح يوم 16 تشرين الأول 1972 عند مدخل شقته في ساحة هانيبال، في حي راق بوسط روما على يد مسلحين يعتقد بانتمائهم للموساد. يعتقد بأن اغتياله كان انتقاماً للهجوم على الرياضيين الإسرائيليين في عملية ميونخ عام 1972 على يد منظمة أيلول الأسود.
لم يسمح الاحتلال الإسرائيلي بدفن جثمانه في مدينته نابلس، فتم دفنه في مخيم اليرموك في دمشق.

## رثائه
تخليداً لذكراه، أصدر أصدقاؤه من المثقفين الغربيين كتاباً عنه عام 1979 بعنوان «لأجل مناضل فلسطيني: تذكار إلى وائل زعيتر»، فاختفى الكتاب خلال بضعة أشهر. أعيد طبع الكتاب بالإنكليزية عام 1984، ثم طبع مجدداً بالإيطالية تحت إشراف صديقته الأسترالية الفنانة التشكيلية جانيت فين براون، لكن نسخه نفدت من جديد، ربما لأن مقدمته كتبها الرئيس الراحل ياسر عرفات، ولأن شهرة المؤلفين المشاركين في إصدار الكتاب ما زالت ماثلة في الأذهان، ومن بينهم الشاعرة الفلسطينية فدوى طوقان.
أقيم مركز وائل زعيتر في ماسا كارارا، بالقرب من توسكانا في إيطاليا تخليداً لذكراه.

## فيلم عن حياته
قامت الفنانة الفلسطينيّة إميلي جاسر بإخراج فيلم عن حياة وائل زعيتر بعنوان «مادة من أجل فيلم».
فاز الفيلم بجائزة «الأسد الذهبي»، لـ«بينالي البندقية» (فينيسيا) الأخير، في دورته الثانية والخمسين.